# 倫敦幽蘭琴社
倫敦幽蘭琴社（London Youlan Qin Society）是位於英國倫敦的一所古琴琴社。由程玉等人創立於2003年。 其資助人是英國王儲慈善基金會。
其規模現並不大，大約每兩個月在倫敦大學亞非學院舉行一次雅集，也有不定期的音樂會。 同時自2003年以來開始舉辦暑期學校為古琴初學者提供培訓。 2004年亦曾在牛津大學舉行過雅集。2018年8月20日至26日該琴社主辦了首届伦敦国际古琴艺术节。

## 外部連結
- 官方网站